# Cyllopoda postica
Cyllopoda postica är en fjärilsart som beskrevs av Walker 1854. Cyllopoda postica ingår i släktet Cyllopoda och familjen mätare. Inga underarter finns listade i Catalogue of Life.